# Martin Petříček
Martin Petříček (* 8. března 1986) je český ekonom a vysokoškolský pedagog. V letech 2020 až 2024 byl rektorem University College Prague. V současné době zde působí na katedře ekonomie a ekonomiky. Také spolupracuje s Ekonomickou fakultou Technické univerzity v Liberci kde působí jako docent na katedře ekonomie. Je prezidentem Czech Revenue Management Association a členem Společnosti vědeckých expertů v cestovním ruchu. Zároveň působí jako šéfredaktor vědeckého časopisu Czech Hospitality and Tourism Papers.

## Život a kariéra
Je absolventem Národohospodářské fakulty Vysoké školy ekonomické v Praze (titul bakalář v oboru Národní hospodářství) a Ekonomické fakulty Technické univerzity v Liberci (titul inženýr v oboru Podniková ekonomika). V roce 2011 zahájil na Ekonomické fakultě Technické univerzity v Liberci doktorské studium v oboru Organizace a řízení podniků. V tomtéž roce také začal realizovat výuku mikroekonomické teorie a podnikové ekonomiky. V roce 2015 obhájil disertační práci a získal titul Ph.D. V roce 2023 před Vědeckou radou Ekonomické fakulty Technické univerzity v Liberci úspěšně obhájil habilitační práci a přednesl habilitační přednášku. K 1. červenci 2023 jej rektor Technické univerzity jmenoval docentem v oboru Podniková ekonomika a management.
Od roku 2010 začal pracovat v bankovnictví, začal také realizovat vzdělávací činnost formou přípravných kurzů pro zájemce o profesní vzdělání v oblasti financí. V roce 2014 nastoupil na Vysokou školu hotelovou v Praze 8 (dnes University College Prague) na pozici odborného asistenta katedry ekonomie a ekonomiky. V letech 2016 až 2020 zastával post tajemníka pro anglický studijní program na dané vysoké škole a v roce 2020 byl jmenován jejím rektorem. Stal se tak čtvrtým a posledním rektorem VŠH.

## Pedagogická činnost
Pedagogickou činnost realizuje od roku 2011; nejprve z pozice doktoranda na EF TU v Liberci, kde začal vyučovat mikroekonomickou teorii. Postupem času se pedagogická činnost soustředí zejména na problematiku optimalizace tržeb podniků působících v sektoru služeb, procesní řízení a využívání pokročilých optimalizačních nástrojů v managementu.

## Vědecká a publikační činnosti
Ve své vědecké a publikační činnosti se zaměřuje na aplikaci optimalizace v řízení tržeb s důrazem na stochastičnost prostředí. Má zkušenosti s realizací národních i mezinárodních projektů.